# Thomas Herbst (Maler)

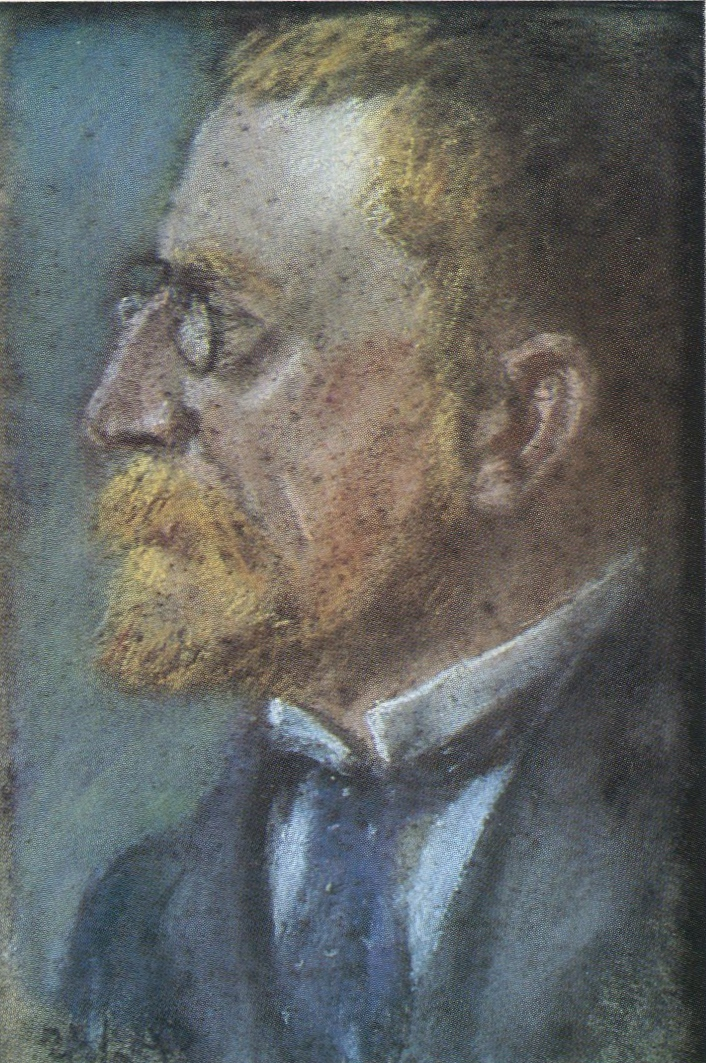
Selbstbildnis, 1898

Thomas Ludwig Herbst (* 27. Juli 1848 in Hamburg; † 19. Januar 1915 ebenda) war ein deutscher Maler des Impressionismus und Gründungsmitglied des Hamburgischen Künstlerklubs.

## Leben und Werk
1865 nahm Herbst Unterricht bei Jacob Becker am Städelschen Kunstinstitut in Frankfurt am Main. Ein Jahr später begann er ein Studium an der Akademie der Künste in Berlin bei Carl Steffeck. Im Jahr 1868 studierte er mit seinem Freund Max Liebermann an der Weimarer Akademie bei Charles Verlat. Von 1873 bis 1876 lebte er in Düsseldorf und unternahm von dort aus Reisen nach Holland. 1876/1877 lebte er in Paris zusammen mit Max Liebermann und hielt sich 1878 zu Studienzwecken in München auf. Dort bekam er Kontakt zur Münchner Sezession und zu Wilhelm Leibl.

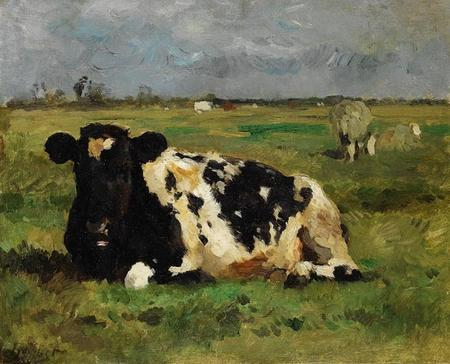
Ruhende Kuh, um 1900

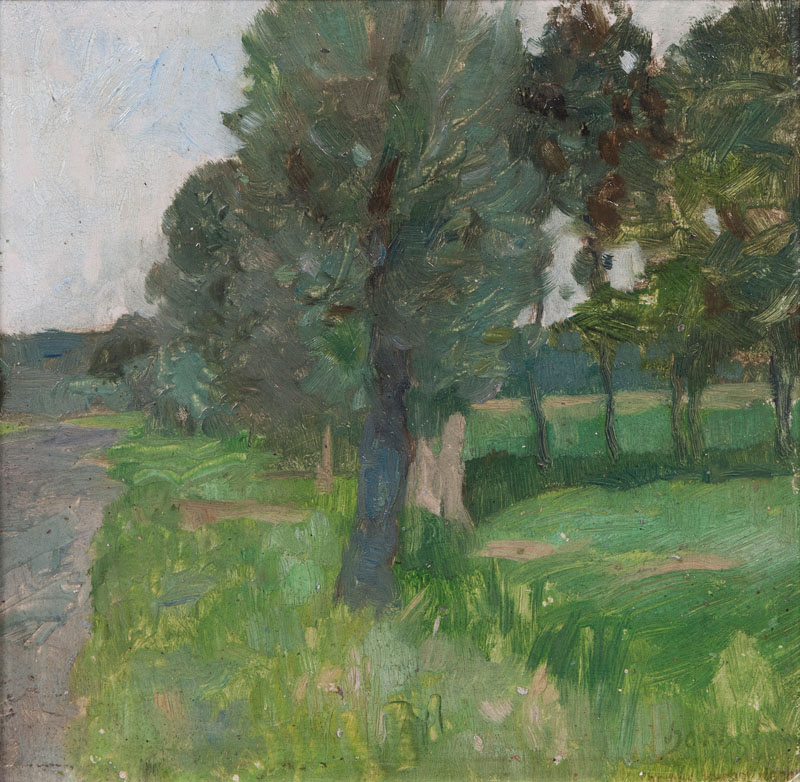
Bäume am Bach, vor 1915

Ab 1884 lebte Herbst wieder in Hamburg und hatte sein Atelier in St. Georg; er arbeitete als Zeichenlehrer an der „Gewerbeschule für Frauen“. 1890 unternahm er Malstudien mit Carl Rodeck. Im Jahr 1897 war er Gründungsmitglied des Hamburgischen Künstlerklubs, aus dem er 1903 wegen der Aufnahme von Schülern Arthur Siebelists austrat, deren „kulturelles Niveau“ er nicht schätzte. Er war zudem Mitglied im Hamburger Künstlerverein von 1832. 1906 unternahm er eine Studienreise mit Friedrich Ahlers-Hestermann durch Holstein.

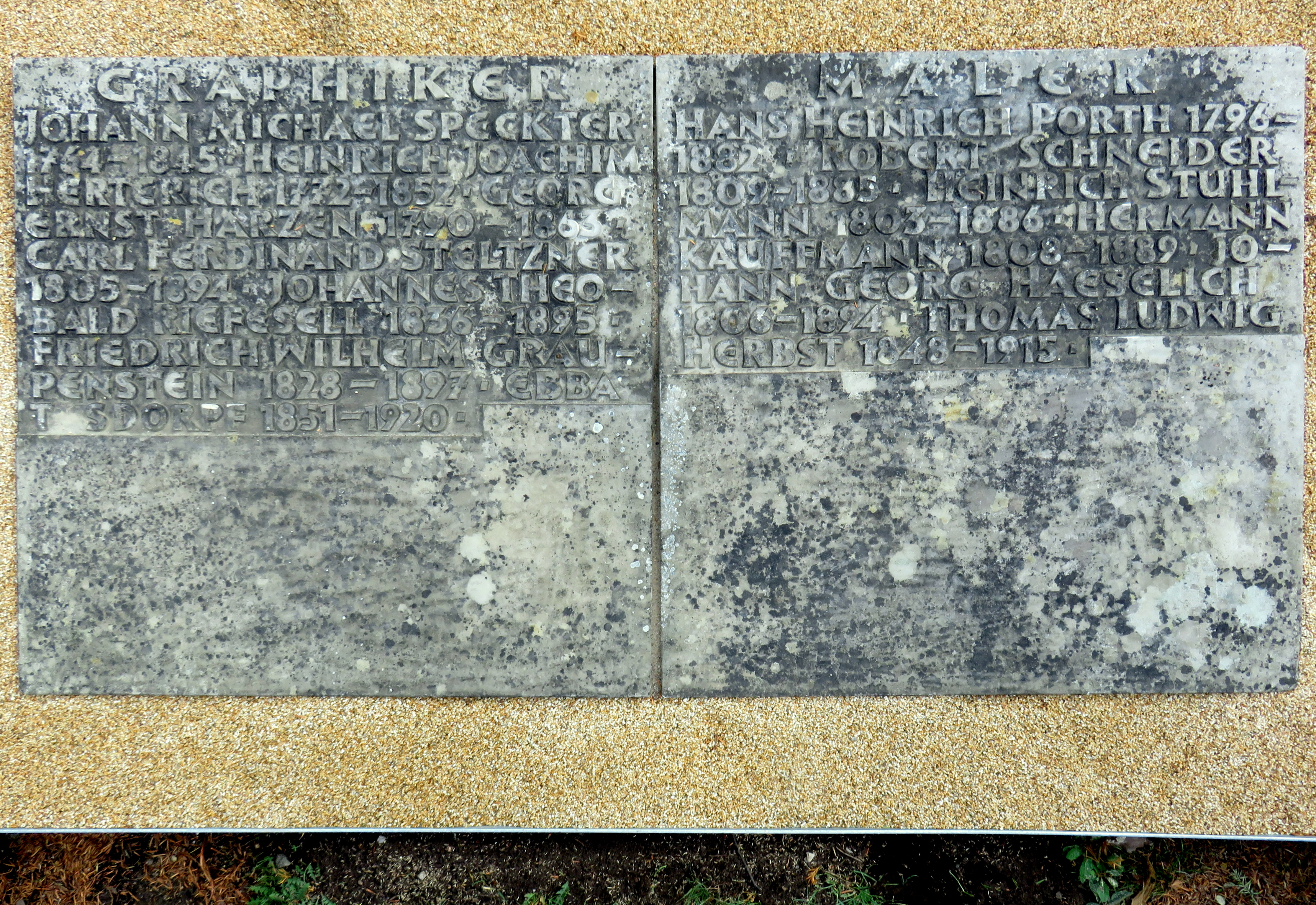
„Thomas Ludwig Herbst“, Sammelgrabmal Maler (rechts), Friedhof Ohlsdorf

Thomas Herbst starb am 19. Januar 1915 in Hamburg. Im Volksmund und auch in Künstlerkreisen wird er „Kuhherbst“ genannt, weil er vielfach Kühe als Motive wählte. Seine Gemälde sind unter anderem in der Hamburger Kunsthalle, im Altonaer Museum, in Schloss Gottorf, im Landesmuseum Oldenburg, in der Kunsthalle zu Kiel und in der Alten Nationalgalerie ausgestellt.
1927 wurde der Herbstsweg in Hamburg-Barmbek-Nord nach ihm benannt. Auf dem Ohlsdorfer Friedhof, im Bereich des Althamburgischen Gedächtnisfriedhofs, nahe dem Haupteingang des Friedhofs wird auf dem Doppel-Sammelgrabmal der Graphiker und Maler unter anderen an Thomas Herbst erinnert, dessen Name auf der rechten Maler-Grabplatte steht.
Anlässlich des 100. Todesjahrs im Jahr 2015 widmete das Hamburger Jenisch-Haus dem Künstler eine Ausstellung.
Am 9. Dezember 2018 wurde eine Folge der Sendung Lieb & Teuer des NDR ausgestrahlt, die von Janin Ullmann moderiert und im Kupferstichkabinett der Hamburger Kunsthalle gedreht wurde. Darin wurde mit dem Leiter der Galerie des 19. Jahrhunderts der Hamburger Kunsthalle Markus Bertsch und Christoph H. Seibt der Gesellschaft der Freunde Thomas Herbsts als Gast eine bisher unbekannte, unsignierte Ölstudie zweier Kinder besprochen, die von Thomas Herbst gemalt wurde und in der Neuauflage seines Werksverzeichnisses aufgenommen wird.

## Werke (Auswahl)
- Auf dem Heimweg, um 1880, Öl/Leinwand
- Weidende Kühe, um 1890, Öl/Leinwand, 29 × 39 cm
- Kühe in norddeutscher Landschaft, um 1890, Öl/Papier/Karton, 29 × 30 cm
- An der Tränke, 1901

## Ausstellungen (Auswahl)
- 2019: Hamburger Schule – Das 19. Jahrhundert neu entdeckt (12. April bis 14. Juli), Hamburger Kunsthalle